# Yelena Grúdneva
Yelena Grúdneva (Kemerovo, Rusia, 21 de febrero de 1974) es una gimnasta artística rusa, campeona olímpica en 1992 en el concurso por equipos.

## Representando a laUnión Soviética
En el Mundial de Indianápolis 1991 gana el oro en el concurso por equipos, por delante de Estados Unidos y Rumania, siendo sus compañeras de equipo: Svetlana Boginskaya, Tatiana Gutsu, Tatiana Lysenko, Oksana Chusovitina y Natalia Kalinina.

## Representando alEquipo Unificado
Al separarse la Unión Soviética en 1991, los países miembros siguieron participando unidos en los eventos deportivos bajo el nombre de Equipo Unificado; así esta gimnasta ganó el oro en las Olimpiadas de Barcelona en el concurso por equipos, por delante de Rumania y Estados Unidos.